# A Dream of Wessex
A Dream of Wessex este un roman științifico-fantastic al scriitorului englez Christopher Priest. A apărut în 1977 la editura Faber and Faber.  În SUA a apărut sub titlul The Perfect Lover la editura Charles Scribner's Sons.

## Prezentare
Cartea poate fi citită ca o poveste simplă despre un grup de visători din secolul al XX-lea, care își imaginează viitorul Angliei peste 150 de ani cu ajutorul realității virtuale. Odată ce intră în lumea lor imaginară, ei nu reușesc să-și amintească cine sunt sau unde sunt. Pe un alt nivel, romanul este el însăși o metaforă extinsă pentru modul în care sunt create viitoruri extrapolate.
A Dream of Wessex are loc în 1985. Proiectul Wessex, un proiect finanțat privat, care se află sub Castelul Maiden, descoperă o metodă de a transporta inconștientul colectiv al unora dintre cele mai strălucite minți ale Angliei într-o societate iluzorie și ideală. Scopul este de a aduna informații vitale pentru supraviețuirea omului pe pământ. Dar în acest proces, puterea, înșelăciunea și dragostea se alătură pentru a pune în pericol programul filantropic.

## Primire
A fost nominalizat la Premiul Ditmar pentru cea mai bună ficțiune internațională în 1978.